# يعسوب عماني
يعسوب عُماني (الاسم العلمي: Urothemis thomasi)، نوع يعاسيب من فصيلة الرعاشات. يوجد في سلطنة عمان وربما الصومال، واكتشف مؤخرًا في دولة الإمارات العربية المتحدة. موائله الطبيعية هي الأنهار وينابيع المياه العذبة. وهو مهدد بفقدان الموائله اعتبارًا من عام 2014.